# البلدان النجدية في المصادر التاريخية

تاريخ البلدان النجدية في المصادر التاريخية، من تأليف كل من : الدكتور عبد الله المبرز والأستاذ حمد الوهيبي ، الناشر: الدار العربية للموسوعات ، وهو كتاب يتركز بشكل أساس حول الأحداث والوقائع التي شهدتها البلدان النجدية، وكما وردت في المصادر التاريخية التي اعتمدها الباحثان، والتي تؤرخ لأحداث وقائع الدولة السعودية الأولى (1157-1233هـ) والثانية (1240-1309هـ). وهو تاريخ لم يحظ باهتمام المؤرخين باستثناء عدد قليل منهم. وقد قصد الباحثان من وراء ذلك خدمة القارئ العادي والباحث المتخصص من خلال إعادة تنظيم مادة هذه المصادر بأسلوب يختلف عن تنظيمها الأصلي، وهذه المصادر تتميز بكون مؤلفيها قد عاصروا الأحداث التي كتبوا عنها، وقد اعتمد المعدان أسلوب الترتيب الهجائي للبلدان التي دخلت ضمن حدود هذه الدراسة مع ذكر تعريف مختصر لكل بلد يبين ارتباطه الإداري للمحافظة ثم المنطقة اعتماداً على الترميز الموحد للمحافظات الإدارية بالمملكة.